# Cryptia planum
Cryptia planum är en sjöpungsart som beskrevs av Monniot 1973. Cryptia planum ingår i släktet Cryptia och familjen Octacnemidae. Inga underarter finns listade i Catalogue of Life.